# Луашо, Эдмон
Эдмо́н Луашо (фр. Edmond Loichot; 12 июня 1905 — 1 октября 1989) — швейцарский футболист, играл на позиции полузащитника. Участник чемпионата мира 1934 года.

## Биография

### Клубная карьера
В течение четырёх сезонов играл за «Уранию», в составе которой в 1929 году выиграл Кубок Швейцарии. В 1932 году перешёл в «Серветт», за который сыграл 5 сезонов и выиграл два чемпионских титула в 1933 и 1934 годах. Завершил карьеру в 1937 году.

### Карьера в сборной
Дебютировал в сборной Швейцарии 2 ноября 1930 года в товарищеском матче со сборной Нидерландов — Швейцария выиграла тот матч со счётом 6:3.
Был включён в состав сборной Швейцарии на чемпионат мира 1934 года, но на поле не выходил. Всего за сборную Швейцарии сыграл 5 матчей и не забил голов.

### Смерть
Скончался 1 октября 1989 года в возрасте 84 лет.

## Достижения
«Урания»
- Обладатель Кубка Швейцарии (1) : 1928/29

«Серветт»
- Чемпион Швейцарии (2): 1932/33, 1933/34